# Acanthephyra brevirostris
Acanthephyra brevirostris är en kräftdjursart som beskrevs av Sidney Irving Smith 1885. Acanthephyra brevirostris ingår i släktet Acanthephyra och familjen Oplophoridae. Inga underarter finns listade i Catalogue of Life.